# Maria Heubuch
Maria Heubuch (ur. 12 grudnia 1958 w Ravensburgu) – niemiecka rolniczka i polityk, deputowana do Parlamentu Europejskiego VIII kadencji.

## Życiorys
Kształciła się w zakresie gospodarowania domem (w 1987 uzyskała dyplom „Meisterin der ländlichen Hauswirtschaft”). W 1980 przejęła po rodzicach gospodarstwo rolne, obejmujące produkcję mleka, obszary leśne i małą biogazownię. Zaangażowała się również w działalność organizacji rolniczych. W 1984 współtworzyła stowarzyszenie działające na rzecz ochrony małych i średnich gospodarstwach rodzinnych w Allgäu. W 1988 brała udział w utworzeniu zrzeszenia organizacji rolniczych, z którym w 1997 dołączyła do federacji małych rolników Arbeitsgemeinschaft bäuerliche Landwirtschaft (AbL). Maria Heubuch została współprzewodniczącą AbL, a w 2006 również jej przedstawicielką w Europejskiej Radzie Mleka.
W 2011 przystąpiła do partii Związek 90/Zieloni. W wyborach europejskich w 2014 z ramienia tego ugrupowania została wybrana do Europarlamentu VIII kadencji.